# Équipe d'Angleterre de rugby à XV à la Coupe du monde 2011
L'équipe d'Angleterre de rugby à XV dispute la coupe du monde 2011, organisée par la Nouvelle-Zélande, dans la poule B pour la première phase ; elle affronte l'Argentine, la Géorgie, le Roumanie et l'Écosse. Les Anglais s’imposent contre l'Argentine (13-9), la Géorgie (41-10), la Roumanie (67-3), puis contre l'Écosse (16-12) pour terminer premiers de la poule. Après, ils s'inclinent 19-12 contre les Français en quart-de-finale. Avec ce parcours, les Anglais réalisent leur pire prestation en Coupe du monde, égalant celle de 1987 et de 1999. Ils sont cependant qualifiés pour celle de 2015.

## Les qualifications
L'équipe d'Angleterre de rugby à XV ne dispute pas les qualifications de la zone Europe pour la Coupe du monde de rugby à XV 2011 pour avoir été finaliste en 2007.

## Les joueurs sélectionnés
Martin Johnson a rendu publique la liste des trente joueurs retenus pour la coupe du monde de rugby à XV 2011 le 22 août 2011. Andrew Sheridan, blessé à une épaule lors du premier match face à l'Argentine, est remplacé par Thomas Waldrom.
| Entraîneur | Entraîneur             | Martin Johnson                                                         |
| Avants     | Pilier                 | Dan Cole, Alex Corbisiero, Andrew Sheridan, Matt Stevens, David Wilson |
| Avants     | Talonneur              | Dylan Hartley, Lee Mears, Steve Thompson                               |
| Avants     | Deuxième ligne         | Louis Deacon, Courtney Lawes, Tom Palmer, Simon Shaw                   |
| Avants     | Troisième ligne aile   | Tom Croft, James Haskell, Lewis Moody (cap.), Tom Wood                 |
| Avants     | Troisième ligne centre | Nick Easter, Thomas Waldrom                                            |
| Arrières   | Demi de mêlée          | Joe Simpson, Richard Wigglesworth, Ben Youngs                          |
| Arrières   | Demi d'ouverture       | Toby Flood, Jonny Wilkinson                                            |
| Arrières   | Centre                 | Shontayne Hape, Mike Tindall, Manu Tuilagi                             |
| Arrières   | Ailier                 | Chris Ashton, Matt Banahan, Mark Cueto                                 |
| Arrières   | Arrière                | Delon Armitage, Ben Foden                                              |

## La coupe du monde
Les Anglais disputent quatre matches préliminaires dans la Poule B.

### Match 1: Argentine - Angleterre
(mt : 6 - 3)
Homme du match : Juan Martín Fernández Lobbe 
Points marqués :
- Argentine : 3 pénalités de Contepomi (6e) et Rodríguez Gurruchaga (20e, 44e)
- Angleterre : 1 essai de Youngs (67e), 1 transformation de Wilkinson (68e), 2 pénalités de Wilkinson (11e, 74e)

Évolution du score : 3-0, 3-3, 6-3, 9-3, 9-10, 9-13
Arbitre : Bryce Lawrence 
Résumé
Les premières minutes de la partie donnent le ton de la rencontre. Du côté argentin comme du côté anglais, les avants sont sollicités en priorité. Le défi physique réussit aux Argentins dans un premier temps. L'indiscipline anglaise permet à l'Argentine d'avancer. Elle bute toutefois sur une solide défense anglaise à moins d'un mètre de la ligne à la 5e minute et doit se reposer sur le pied de Felipe Contepomi. Malgré leur difficulté à répondre au défi physique argentin, les Anglais égalisent grâce à Jonny Wilkinson sur une pénalité le long de la ligne de touche à 10e minute. Cette égalité est de courte durée. Sur une nouvelle pénalité à la 20e minute, les Pumas reprennent un avantage qui tient jusqu'à la mi-temps. Les deux packs se neutralisent et l'indiscipline anglaise est sanctionnée d'un carton jaune pour Dan Cole après 34 minutes. Un tampon brutal de Courtney Lawes élimine Gonzalo Tiesi de la compétition à la 37e minute qui sort avec une entorse au genou. Le deuxième ligne anglais s'illustre à nouveau une minute plus tard avec un coup de genou sur Mario Ledesma, qui lui vaut une citation pour brutalité. Suspendu deux semaines, il manquera les rencontres de l'Angleterre contre la Roumanie et la Géorgie.
En début de seconde période, l'Argentine concrétise sa supériorité numérique par une ultime pénalité à la 44e minute. Elle ne marquera plus. Le physique anglais s'impose en fin de rencontre et les avants argentins ne peuvent plus contenir leurs adversaires. La troisième incursion anglaise dans les 22 mètres argentins est la bonne, Ben Youngs, entré en cours de jeu, traverse la ligne d'avants impuissants et va marquer l'unique essai du match, transformé par Wilkinson (67e minute). Une dernière pénalité de Wilkinson porte l'avantage du XV de la Rose à quatre points. Le baroud d'honneur des Argentins épuisés ne parvient pas à renverser la tendance et l'Angleterre s'impose à l'issue d'une rencontre marquée par l'absence de jeu, et un grand nombre de pénalités manquées (six pour l'Argentine et cinq pour l'Angleterre). 
| Argentine · Titulaires · Martín Rodríguez Gurruchaga 15 · Gonzalo Camacho 14 · 36e Gonzalo Tiesi 13 · Santiago Fernandez 12 · Horacio Agulla 11 · 25e (cap.) Felipe Contepomi 10 · Nicolas Vergallo 9 · Juan Martín Fernández Lobbe 8 · 78e Juan Manuel Leguizamón 7 · Julio Farias Cabello 6 · Patricio Albacete 5 · Manuel Carizza 4 · 57e 77e Juan Figallo 3 · 55e Mario Ledesma 2 · 17e 19e 77e Rodrigo Roncero 1 · Remplaçants · 55e Agustín Creevy 16 · 17e 19e 57e Martín Scelzo 17 · 78e Mariano Galarza 18 · Alejandro Campos 19 · Alfredo Lalanne 20 · 25e Marcelo Bosch 21 · 36e Juan Imhoff 22 · Entraîneur · Santiago Phelan |  | Angleterre · Titulaires · 15 Ben Foden · 14 Chris Ashton · 13 Manu Tuilagi · 12 Mike Tindall (cap.) · 11 Delon Armitage · 10 Jonny Wilkinson · 9 Richard Wigglesworth 49e · 8 Nick Easter · 7 James Haskell · 6 Tom Croft · 5 Courtney Lawes · 4 Louis Deacon 66e · 3 Dan Cole 34e à 44e · 2 Steve Thompson 61e · 1 Andrew Sheridan 61e · Remplaçants · 16 Dylan Hartley 61e · 17 Matt Stevens 61e · 18 Tom Palmer 66e · 19 Tom Wood · 20 Ben Youngs 49e 67e · 21 Toby Flood · 22 Matt Banahan · Entraîneur · Martin Johnson |

### Match 2: Angleterre - Géorgie
(mt : 17 - 10 )
Homme du match : Mamuka Gorgodze 
Points marqués :
- Angleterre : 6 essais de Hape (4e, 21e), Armitage (47e), Tuilagi (62e), Ashton (65e, 80e), 4 transformations de Flood (5e, 22e, 62e, 66e) et 1 pénalité de Flood (25e)
- Géorgie : 1 essai de Basilaia (40e), 1 transformation Kvirikashvili (40e) et 1 pénalité de Kvirikashvili (27e)

Évolution du score : 7-0, 14-0, 14-3, 17-3, 17-10, 22-10, 29-10, 36-10, 41-10
Arbitre : Jonathan Kaplan 
Résumé
| Angleterre · Titulaires · Ben Foden 15 · 65e 80e Chris Ashton 14 · 62e 67e Manu Tuilagi 13 · 4e 21e Shontayne Hape 12 · 47e Delon Armitage 11 · Toby Flood 10 · 67e Ben Youngs 9 · Nick Easter 8 · 57e (cap.) Lewis Moody 7 · 39e 49e Tom Wood 6 · Tom Palmer 5 · Simon Shaw 4 · 64e 74e Dan Cole 3 · 39e à 49e 60e Dylan Hartley 2 · 74e Matt Stevens 1 · Remplaçants · 39e 49e 60e Steve Thompson 16 · 64e Alex Corbisiero 17 · 57e Tom Croft 18 · James Haskell 19 · 67e Joe Simpson 20 · Jonny Wilkinson 21 · 67e Matt Banahan 22 · Entraîneur · Martin Johnson |  | Géorgie · Titulaires · 15 Revaz Gigauri · 14 Irakli Machkhaneli 42e · 13 Davit Kacharava · 12 Tedo Zibzibadze · 11 Alexander Todua 67e · 10 Merab Kvirikashvili · 9 Irakli Abuseridze (cap.) 63e · 8 Dimitri Basilaia 40e 60e · 7 Mamuka Gorgodze · 6 Shalva Sutiashvili 31e · 5 Vakhtang Maisuradze · 4 Ilia Zedguinidze 5e 16e · 3 Davit Kubriashvili 23e · 2 Jaba Bregvadze · 1 Davit Khinchaguishvili 56e · Remplaçants · 16 Goderdzi Shvelidze 56e · 17 Davit Zirakashvili 23e · 18 Levan Datunashvili 5e 16e 67e · 19 Georgi Chkhaidze 31e · 20 Bidzina Samkharadze 63e · 21 Givi Berishvili 60e · 22 Lasha Khmaladze 42e · Entraîneur · Richie Dixon |

### Match 3: Angleterre - Roumanie
(mt : 34 - 3)
Homme du match : Mark Cueto 
Points marqués :
- Angleterre : 9 essais de Cueto (16e, 21e, 26e) Ashton (32e, 36e, 70e), Youngs (40e), Tuilagi (61e), Croft (68e) ; 6 transformations de Wilkinson (22e, 32e, 36e) et de Flood (61e, 68e, 70e) ; 1 pénalité de Wilkinson (2e)

- Roumanie : 1 pénalité de Dumbrava (38e)

Évolution du score : 3-0, 8-0, 15-0, 20-0, 27-0, 34-0, 34-3, 39-3, 46-3, 53-3, 60-3, 67-3
Arbitre : Romain Poite 
Résumé
Les Anglais marquent dix essais contre une faible équipe roumaine, avec un triplé de Mark Cueto.  
| Angleterre · Titulaires · 52e 49e Ben Foden 15 · 31e 35e 70e Chris Ashton 14 · 61e Manu Tuilagi 13 · Mike Tindall 12 · 15e 22e 26e Mark Cueto 11 · 40e Jonny Wilkinson 10 · 62e 41e Ben Youngs 9 · James Haskell 8 · 62e (cap.) Lewis Moody 7 · 68e Tom Croft 6 · Tom Palmer 5 · 58e Louis Deacon 4 · 58e 40e Dan Cole 3 · 51e Steve Thompson 2 · 58e Alex Corbisiero 1 · Remplaçants · 51e Lee Mears 16 · 40e David Wilson 17 · 58e Simon Shaw 18 · 62e Tom Wood 19 · 62e Richard Wigglesworth 20 · 40e Toby Flood 21 · 52e Delon Armitage 22 · Entraîneur · Martin Johnson |  | Roumanie · Titulaires · 15 Florin Vlaicu 71e · 14 Stefan Ciuntu · 13 Ionel Cazan 40e · 12 Iulian Dumitraș · 11 Adrian Apostol · 10 Dănuț Dumbravă · 9 Lucian Sîrbu 41e · 8 Cosmin Ratiu 59e · 7 Ovidiu Toniţa · 6 Stelian Burcea · 5 Cristian Petre (cap.) 52e · 4 Valentin Poperlan · 3 Silviu Florea 62e · 2 Bogdan Zebega 51e · 1 Nicolae Nere · Remplaçants · 16 Marius Tincu 51e · 17 Paulică Ion 62e · 18 Mihai Macovei 52e · 19 Daniel Ianus 59e · 20 Valentin Calafeteanu 41e · 21 Csaba Gál 40e · 22 Cătălin Nicolae 71e · Entraîneur · Romeo Gontineac |

### Match 4: Angleterre - Écosse
(mt : 3 - 9 )
Homme du match : Dan Parks 
Points marqués :
- Angleterre : 1 Essai de Ashton (78e), 1 Transformation de Flood (79e), 2 Pénalité de Wilkinson (33e, 62e) et 1 drop de Jonny Wilkinson (58e)

- Écosse :

3 Pénalités de Paterson 2 (9e, 56e) et Parks (17e), 1 Drop de Dan Parks (40e)
Évolution du score : 0-3, 0-6, 3-6, 3-9, 3-12, 6-12, 9-12, 16-12
Arbitre : Craig Joubert 
Résumé : les Anglais parviennent à l'emporter en inscrivant un essai par Chris Ashton en toute fin de match, après que Jonny Wilkinson a seulement converti deux coups de pied sur six tentés et que l'Écosse a mené toute la rencontre.  
| Angleterre · Titulaires · Ben Foden 15 · 78e Chris Ashton 14 · Manu Tuilagi 13 · 71e Mike Tindall 12 · Delon Armitage 11 · 72e Jonny Wilkinson 10 · Ben Youngs 9 · James Haskell 8 · 54e 62e (cap.) Lewis Moody 7 · Tom Croft 6 · 57e Courtney Lawes 5 · Louis Deacon 4 · Dan Cole 3 · 67e Steve Thompson 2 · Matt Stevens 1 · Remplaçants · 67e Dylan Hartley 16 · 72e Alex Corbisiero 17 · 57e Tom Palmer 18 · 54e 62e Nick Easter 19 · Richard Wigglesworth 20 · 71e Toby Flood 21 · Matt Banahan 22 · Entraîneur · Martin Johnson |  | Écosse · Titulaires · 15 Chris Paterson · 14 Max Evans 41e · 13 Joe Ansbro · 12 Sean Lamont · 11 Simon Danielli · 10 Ruaridh Jackson 10e · 9 Mike Blair 72e · 8 Richie Vernon 64e · 7 John Barclay · 6 Alasdair Strokosch 64e · 5 Alastair Kellock (cap.) · 4 Richie Gray · 3 Euan Murray · 2 Ross Ford · 1 Allan Jacobsen 67e · Remplaçants · 16 Scott Lawson 64e · 17 Alasdair Dickinson 67e · 18 Nathan Hines · 19 Ross Rennie 64e · 20 Chris Cusiter 72e · 21 Dan Parks 10e · 22 Nick De Luca 41e · Entraîneur · Andy Robinson |

### Classement de la poule B
| Rang | Pays       | J | V | N | D | Em | Ee | Bo | Bd | Pm  | Pe  | Diff | Pts |
| ---- | ---------- | - | - | - | - | -- | -- | -- | -- | --- | --- | ---- | --- |
| 1    | Angleterre | 4 | 4 | 0 | 0 | 17 | 1  | 2  | 0  | 137 | 34  | +103 | 18  |
| 2    | Argentine  | 4 | 3 | 0 | 1 | 10 | 3  | 1  | 1  | 90  | 40  | +50  | 14  |
| 3    | Écosse     | 4 | 2 | 0 | 2 | 4  | 4  | 1  | 2  | 73  | 59  | +14  | 11  |
| 4    | Géorgie    | 4 | 1 | 0 | 3 | 3  | 9  | 0  | 0  | 48  | 90  | -42  | 4   |
| 5    | Roumanie   | 4 | 0 | 0 | 4 | 3  | 21 | 0  | 0  | 44  | 169 | -125 | 0   |

|  | Qualifiés pour les quarts de finale (no 1, no 2). |

Attribution des points : Attribution des points : victoire : 4, match nul : 2, défaite : 0, forfait : -2 ; plus les bonus (offensif : 4 essais marqués ou plus ; défensif : défaite par 7 points d'écart ou moins).
Règles de classement : 1. résultat du match de poule entre les deux équipes ; 2. différence de points ; 3. différence d'essais ; 4. nombre de points marqués ; 5. nombre d'essais marqués ; 6. rang au classement IRB en date du 3 octobre 2011.

### Quart de finale
(mt : 0 - 16)
Homme du match : Imanol Harinordoquy 
Points marqués :
- Angleterre : 2 essais de Foden (54e), Cueto (77e) et 1 transformation de Wilkinson (54e)
- France : 2 essais de Clerc (22e), Médard (31e), 2 pénalités de Yachvili (9e, 16e) et 1 drop de Trinh-Duc (73e)

Évolution du score : 0-3, 0-6, 0-11, 0-16, 7-16, 7-19, 12-19
Arbitre : Steve Walsh 
Résumé
Vincent Clerc et Maxime Médard inscrivent deux essais pour la France (16-0 à la mi-temps). Si les Anglais parviennent à revenir au score en inscrivant deux essais par Ben Foden et Mark Cueto, l'équipe est éliminée en montrant des faiblesses à l'image de Jonny Wilkinson, mis en difficulté. L'Angleterre n'a pas affiché le même jeu qu'au dernier Tournoi, des cadres sont sur le départ (Lewis Moody, Jonny Wilkinson, Mike Tindall et Simon Shaw).  
| Angleterre · Titulaires · 55e Ben Foden 15 · Chris Ashton 14 · Manu Tuilagi 13 · Toby Flood 12 · 77e Mark Cueto 11 · 55e Jonny Wilkinson 10 · Ben Youngs 9 · Nick Easter 8 · 65e (cap.) Lewis Moody 7 · 47e Tom Croft 6 · Tom Palmer 5 · 51e Louis Deacon 4 · Dan Cole 3 · 57e Steve Thompson 2 · 51e Matt Stevens 1 · Remplaçants · 57e Dylan Hartley 16 · 51e Alex Corbisiero 17 · 47e Courtney Lawes 18 · 51e Simon Shaw 19 · 65e James Haskell 20 · 64e Richard Wigglesworth 21 · 55e Matt Banahan 22 · Entraîneur · Martin Johnson |  | France · Titulaires · 15 Maxime Médard 31e · 14 Vincent Clerc 22e · 13 Aurélien Rougerie 69e · 12 Maxime Mermoz · 11 Alexis Palisson · 10 Morgan Parra · 9 Dimitri Yachvili 54e · 8 Imanol Harinordoquy 73e · 7 Julien Bonnaire · 6 Thierry Dusautoir (cap.) · 5 Lionel Nallet · 4 Pascal Papé 58e · 3 Nicolas Mas · 2 William Servat 58e · 1 Jean-Baptiste Poux 57e · Remplaçants · 16 Dimitri Szarzewski 58e · 17 Fabien Barcella 57e · 18 Julien Pierre 58e · 19 Louis Picamoles 73e · 20 François Trinh-Duc 53e · 21 David Marty 69e · 22 Cédric Heymans · Entraîneur · Marc Lièvremont |

## Meilleurs marqueurs d'essais anglais
1. Chris Ashton, 6 essais
2. Mark Cueto, 4 essais
3. Shontayne Hape, Manu Tuilagi, Ben Youngs, 2 essais
4. Delon Armitage, Tom Croft, Ben Foden, 1 essai.

## Meilleur réalisateur anglais
1. Chris Ashton, 30 points, 6 essais,
2. Jonny Wilkinson, 28 points, 5 transformations, 5 pénalités, 1 drop,
3. Mark Cueto, 20 points, 4 essais,
4. Toby Flood, 19 points, 8 transformations et 1 pénalité.